# Рентгенометр
Рентгенометр (пулюєметр) (рос. рентгенометр (пулюеметр), англ. X-ray meter, ionometer, нім. Röntgenometer n (Pulujimeter n)) — прилад для вимірювання кількості рентгенівського (пулюєвого) проміння або гамма-променів в рентгенах. Рентгенометр застосовується для виявлення радіоактивно забрудненій місцевості і оцінки радіаіонціной обстановки з метою прогнозування доз опромінення людей.